# Smil z Bítova
Smil z Bítova († 1347) byl moravský šlechtic z rozrodu Ronovců.

## Život
Narodil se jako syn moravského hejtmana Rajmunda z Lichtenburka a jeho manželky Adély.
První zmínka o něm pochází z roku 1331, kdy byl s bratrem Čeňkem a jejich synovcem Janem v nedílu. V roce 1343 došlo mezi nimi k dohodě, že se rodový majetek Bítovských (Bítov a Cornštejn) stane markraběcím lénem a bude rozdělen na tři části, přičemž po úmrtí dvou ze tří signatářů dohody měly jejich části připadnout poslednímu přeživšímu. Smil často pobýval na dvoře krále Jana Lucemburského a jeho syna Karla IV. V roce 1337 s nimi táhl do Prus a roku 1345 se zúčastnil diplomatické mise do Uher. O rok později dal utopit jaroměřického faráře Vojslava v Dyji, za což ho stihla klatba. Ta byla zrušena na zásah Karla IV. samotným papežem. Již na podzim roku 1347 Smil zemřel.